# Vinnemerville
Vinnemerville – miejscowość i gmina we Francji, w regionie Normandia, w departamencie Sekwana Nadmorska.
Według danych na rok 1990 gminę zamieszkiwało 196 osób, a gęstość zaludnienia wynosiła 46 osób/km² (wśród 1421 gmin Górnej Normandii Vinnemerville plasuje się na 705. miejscu pod względem liczby ludności, natomiast pod względem powierzchni na miejscu 747.).